# ロブ・ホワイト
アラン・ロバート・"ロブ"・ホワイト（Alan Robert "Rob" White、1965年7月15日 - ）は、イギリス・ウェスト・ライディング・オブ・ヨークシャーキャンブルズフォース出身のF1エンジニア。
2022年現在、アルピーヌF1チームのオペレーションディレクター。

## プロフィール
ジャガー自動車の後援を受けて見習いで働き、サウサンプトン大学で機械工学コースを学び、1987年に学士号を取得して卒業。
1987年9月、コスワース・エンジニアリング社の新卒トレーニーからスタートし、インディカープロジェクトの開発エンジニアとして正式採用され、チーフエンジニアのスティーブ・ミラーの下で働く。
1990年、上級開発エンジニアの地位に昇進し、1993年にコスワースUSAのトラックサポートマネージャーとしてカリフォルニアに移った。
1997年、ホワイトはイギリスに戻り、スチュワート、ジャガーにワークスエンジンを供給するコスワース・エンジニアリング社及び、コスワース・レーシング社のF1オペレーションのチーフエンジニアとして働き、2003年車のジャガーR4用に設計した、まったく新しいコスワース・CR-5 V10エンジン(2,998cc, 90度, V10)に関して、ボスのニック・ヘイズに「ロブ・ホワイトと彼のチームは素晴らしい仕事をしてくれた」と言わしめた。
2003年10月、コスワースがケビン・カルコーベンに売却される1年前、ホワイトはコスワースを去った。翌2004年1月、ルノーF1チームに移り、ボブ・ベル(シャシーテクニカルディレクター)と共にエンジンテクニカルディレクターを務めた。
2005年4月、ベルナール・デュドの辞任に伴い、ホワイトはルノーF1のエンジン・オペレーションの副マネージングディレクターに昇格した。これはフランスのヴィリー＝シャティヨンにあるルノーのエンジン部門に移ることを意味していた。任命された時点で、ホワイトは、主にフランス人の労働力を率いる必要があったにもかかわらず、フランス語が話せなかった。また、テクニカルディレクターとしての役割も維持した。
2016年にエンストンに移り、現在アルピーヌとして知られるチームのオペレーションディレクターに就任した。